# Campanula trichocalycina
La Campanula delle faggete (nome scientifico Campanula trichocalycina Ten., 1815) è una pianta erbacea, perenne dai fusti eretti appartenente alla famiglia delle Campanulaceae.

## Etimologia
L'etimologia del nome del genere è abbastanza intuitiva: il nome campanula deriva dalla forma a campana del fiore.

## Distribuzione e habitat
Pianta originaria dell'Europa meridionale e balcanica e del Nordafrica cresce nei boschi, principalmente di faggio, della media e alta montagna dai 1400 hai 1900 m.s.l..

## Descrizione
La forma biologica della pianta è definita come emicriptofita scaposa (H scap): quindi è perennante per mezzo di gemme messe sul terreno; mentre il portamento consiste in un asse fiorale allungato con poche foglie. All'interno della pianta è presente un succo lattiginoso.

### Radici
La radice è un fittone. sottile.

### Fusto
Il fusto è eretto, striato, generalmente semplice.

### Foglie
Le foglie sono sessili, ovate, le maggiori con denti acuti e profondi.

### Infiorescenza
L'infiorescenza è semplice o con qualche ramo basale. I fiori sono campanule di colore azzurro tenue, al momento della fioritura eretto poi pendente, con corolla pentapartita profondamente divisa, a forma di imbuto. Fiorisce da giugno a luglio.

## Tassonomia
Questo genere è molto vasto: secondo le varie classificazioni si arriva anche oltre alle 450 specie elencate. Una cinquantina circa sono spontanee dell'Italia; le altre hanno origine dai territori delle zone temperate dell'emisfero boreale (una ventina e forse più sono originarie dell'America del Nord). È comunque dalle regioni mediterranee che si pensa abbia avuto inizio la distribuzione, nel resto del mondo, di queste piante.

Il piccolo numero di caratteri morfologici distintivi, la posizione filogenetica del complesso Campanula trichocalycina-Pichler, un gruppo che si compone di due specie sorelle è un problema tassonomico da lungo tempo. Molti autori l'hanno incluso di solito nei generi Campanula e Asyneuma, e più raramente nel Podanthum.